# Somalia Sudoccidental
Somalia Sudoccidental (somalí:Koonfur-Galbeed Soomaaliya; Maay-Maay: Koofur-Orsi ) fue un estado de Somalia autoproclamado autónomo, fundado por Hasan Muhammad Nur Shatigadud, líder del Ejército de Resistencia Rahanweyn (RRA) el 1 de abril de 2002. El nombre oficial del estado es Estado del Sudoeste de Somalia (somalí: Dowlad Goboleedka Koonfur-Galbeed ee Soomaaliya) y pretendía estar constituido por 6 regiones administrativas de Somalia (gobolka), aunque apenas dos estaban controladas por sus fuerzas. Estas son:
- Bay
- Bakool
- Jubbada Dhexe
- Shabeellaha Hoose
- Gedo
- Jubbada Hoose.

- Datos: Q1136259
- Multimedia: Koofur Orsi / Q1136259